# 337P/WISE
La cometa WISE 6, formalmente 337P/WISE, è una cometa periodica appartenente alla famiglia delle comete gioviane. È  stata scoperta il 5 luglio 2010 dal satellite WISE: al momento dell'annuncio della scoperta erano già state trovate immagini di prescoperta risalenti al 13 aprile 2010. A seguito della riscoperta avvenuta il 9 marzo 2016 ha ricevuto la numerazione definitiva. 